# Asociación Deportiva Orión
La Asociación Deportiva Orión es un club panameño de fútbol que juega en la Liga Distritorial de Fútbol de San Miguelito. Su sede está en el barrio de Santa Librada en el distrito de San Miguelito y fue fundado en 1987. Las Águilas naranjas, como se le conoce, ha desempeñado en torneos de Anaprof en los años de 90's, y en la segunda división en dos años han logrado ganar 2 torneos, convirtiéndose en uno de los clubes con más títulos de la Liga Nacional de Ascenso.

## Historia
Fundado el 2 de junio de 1987 por el periodista Gabriel Castillo, el Orión ha sido uno de los pocos equipos panameños que ha jugado en las tres divisiones del fútbol nacional.
Para 1995, el Orión ganó el Torneo Nacional de Segunda División lo que le valió subir a Primera División de la desaparecida Liga Nacional de Fútbol No Aficionado (LINFUNA) pero una decisión tomada por la dirigencia de la época lo llevó a jugar en la Asociación Nacional Pro Fútbol (ANAPROF)
En ese torneo el Orión Municipal como fue bautizado en (ANAPROF) y luego pasó al AEK Orión, ocupó la última posición con un total de dos partidos ganados, cuatro empates y 21 derrotas, con 24 goles a favor y 81 en contra por lo que descendió nuevamente a la Liga Distritorial.
En el 2001, dirigido por el también periodista Luis Carlos Bailey, el Orión de San Miguelito gana la Copa Rommel Fernández (tercera división) logrando el ascenso a la, en ese entonces llamada Primera A de ANAPROF (segunda división).
En esta categoría el club naranja ganó dos torneos: Apertura 2008 y Apertura 2009. En ambas temporadas disputó la super final con Río Abajo FC, perdiendo ambas. Para la temporada 2015, el Orión volverá a jugar en Tercera División.
En el 2017 de la mano de Eustacio Valdelamar Jr. (Hijo del técnico que hizo campeón al club en dos ocasiones en LNA) El Orion logró conquistar la Liga Distritorial de San Miguelito, y a la vez adquiere el cupo para disputar el torneo Copa Rommel Fernández (Tercera División de Panamá) a disputarse de noviembre de 2018 a marzo de 2019.

## Palmarés

### Torneos nacionales
- Liga Nacional de Ascenso (2): Apertura 2008, Apertura 2009.
- Copa Rommel Fernández (1): 2001.